# Oskar Marmorek
Oskar Adolf Marmorek (ur. 9 kwietnia 1863 w Pieskowej Skale, zm. 7 kwietnia 1909 w Wiedniu) – austriacki architekt i syjonista.

## Życiorys
Był synem Josefa lekarza mając 10 lat wraz z rodzicami przeniósł się do Wiednia, gdzie ojciec osiadł jako lekarz rodzinny. W latach 1880–1887 studiował architekturę na Technice Hochschule Wien. W 1889 wyjechał do Paryża w nadziei, że będzie mógł pracować jako architekt na odbywającej się tam światowej wystawie. W 1897 roku poślubił Nelly Schwarz, córkę bankiera, dla której rok później zbudował swój pierwszy budynek mieszkalny i handlowy, „Nestroy-Hof” (Wiedeń 2, Nestroyplatz 1, 1898). W ciągu następnych kilku lat był stale zajęty i budował nieruchomości na wynajem, wille i domy rodzinne. Brał także udział w licznych konkursach, szczególnie na budynki użyteczności publicznej, ale nie otrzymał przywileju realizacji nawet jednego ze swoich projektów. 6 kwietnia 1909 zastrzelił się na 3 dni przed swoimi 46. urodzinami, przy grobie ojca na wiedeńskim Cmentarzu Centralnym. Rodzina podaje nerwowe wyczerpanie jako przyczynę samobójstwa. Pochowano go obok ojca.